# Жанакой
Жанакой (каз. Жаңақой) — село в Фёдоровском районе Костанайской области Казахстана. Входит в состав Ленинского сельского округа. Находится примерно в 55 км к северо-востоку от районного центра, села Фёдоровка. Код КАТО — 396853300.

## Население
В 1999 году население села составляло 435 человек (211 мужчин и 224 женщины). По данным переписи 2009 года, в селе проживало 214 человек (102 мужчины и 112 женщин). По данным переписи 2021 года, в селе проживало 192 человека (98 мужчин и 94 женщины).